# Hepzygina aprica
Hepzygina aprica är en insektsart som först beskrevs av Mcatee 1924.  Hepzygina aprica ingår i släktet Hepzygina och familjen dvärgstritar. Inga underarter finns listade i Catalogue of Life.